# Varanus boehmei
Varanus boehmei (лат.) — вид ящериц из семейства варанов. Эндемик острова Вайгео, Индонезия. Видовое название дано в честь немецкого зоолога Вольфганга Бёме. Большую часть своей жизни проводит на деревьях, используя для лазания цепкий хвост. Длина тела составляет до 1 метра.
Тело очень тонкое, хвост круглый. Морда заострёная, язык розовый. Овальные ноздри расположены ближе к кончику морды, чем к глазам. Основной цвет чёрный с разбросанными золотисто-жёлтыми чешуйками, образующими пятна и полосы поперек спины. Нижняя часть тела в основном светло-жёлтая. За свою окраску получил название «золотистый крапчатый древесный варан».
Включён в Красный список  МСОП как вид, находящийся под угрозой исчезновения.